# Peperomia oblongifolia
Peperomia oblongifolia är en pepparväxtart som beskrevs av C. Dc.. Peperomia oblongifolia ingår i släktet peperomior, och familjen pepparväxter. Inga underarter finns listade i Catalogue of Life.